# ناصر بن إبراهيم بن صالح المحيميد
الشيخ الدكتور ناصر بن إبراهيم بن صالح المحيميد الجبري الخالدي ، من قبيلة بني خالد، من مواليد مدينة الرياض سنة 1384هـ، يشغل عدة مناصب قضائية: عضو المجلس الأعلى للقضاء، ورئيس التفتيش القضائي في السعودية.

## مولده
ولد في مدينة الرياض العاصمة السعودية عام 1384 هـ.

## تدرجه ومؤهلاته العلمية
- مدرسة سعيد بن جبير الابتدائية بالرياض حتى عام 1396 هـ
- الدراسة المتوسطة والثانوية بالمعهد العلمي بالرياض حتى 1402 هـ
- حاصل على البكالوريوس من كلية الشريعة بالرياض عام 1406 هـ
- حاصل على الماجستير من المعهد العالي للقضاء بالرياض عام 1409 هـ
- حاصل على الدكتوراة من كلية الشريعة والدراسات الإسلامية بمكة المكرمة عام 1419 هـ

## النشأة والحالة الاجتماعية
الشيخ د/ ناصر بن إبراهيم المحيميد / يرجع إلى أسرة المحيميد في محافظة البُصر وهي أسرة جبرية خالدية معروفة بالقصيم والرياض ومنها جملة من المشايخ والعلماء وأهل الفضل، منهم الشيخ / عبد الله بن صالح المحيميد أمين عام المجلس الأعلى للقضاء سابقاً، ومنهم جملة من القضاة في أنحاء متفرقة في المملكة كالشيخ فهد بن إبراهيم المحيميد رئيس المحكمة العامة بالمدينة المنورة سابقاً ورئيس الإستئناف وأمين عام المحكمة العليا ومنهم د/ صالح بن عبد الرحمن المحيميد رئيس الإستئناف وعضو المحكمة العليا سابقاً، ومنهم اللواء إبراهيم بن سعد المحيميد المدعي العام السابق لمنطقة الرياض ومنهم محافظ المذنب السابق الأستاذ / صالح بن محمد المحيميد، وغيرهم كوكبه كثيره من هذه الاسرة في كل الميادين كالقضاء والجامعات والقطاعات العسكرية والقطاع الخاص.
والشيخ / ناصر هو من سلالة علم وقضاء وفضل، فجده لأبيه الشيخ / صالح بن إبراهيم المحيميد  توفي عام 1372هـ هو أحد قضاة عبد العزيز آل سعود تولى القضاء في مركز الدليمية والفوارة بالقصيم ثم في بلدة الحريق جنوبي الرياض وتوفي وهو على رأس العمل بالرياض وكانت فترة قضائه من عام (1348-1372هـ ). ووالده أحد طلاب العلم وأئمة المساجد لمدة تزيد عن أربعين سنة ومن العاملين في المحكمة الكبرى بالرياض وممثل المحكمة لدى إمارة منطقة الرياض.
وجده لأمه الشيخ / إبراهيم بن عبد الله المحيميد  كان شيخ أسرة المحيميد وأمير البلدة التي يسكونها وهي بلدة البُصر غربي بريدة، وهي بلدة حل بها الملك عبد العزيز وبايعه أميرها في ذلك الوقت وانضم أهلها تحت لوائه وشاركوا في حرب البكيرية عام 1321هـ وقد توفي فيها عم والده عبد العزيز بن إبراهيم المحيميد- وكثير من أبناء هذه الأسرة الكريمة لتوحيد تراب المملكة.

## مراحل العمل والمناصب
- ملازم قضائي في محاكم الرياض الكبرى والمستعجلة: عام 1406- 1410 هـ
- قاضي بالمحكمة الكبرى بمكة المكرمة: عام 1410-1418 هـ
- قاضي بالمحكمة الكبرى بالرياض: عام 1418-1419 هـ
- رئيس محاكم منطقة عسير: عام 1419-1428هـ
- قاضي بمحكمة الإستئناف بالرياض: عام 1428-1431هـ
- رئيس التفتيش القضائي: من عام 1430هـ حتى 1439هـ
- عضو المجلس الأعلى للقضاء: من عام 1434هـ حتى الآن

## مؤلفاته
- الطلاق السني والبدعي.
- خيار المجلس.
- رعاية القضاء في المملكة العربية السعودية لحقوق الإنسان العامة والخاصة.
- العقوبات الجنائية في الشريعة الإسلامية.
- أحكام الكفيف في الولايات.
- الإنهاءات الثبوتية في المحاكم الشرعية بالمملكة العربية السعودية. -مطبوع-
- دراسة تطبيقية للأوقاف الخيرية بمكة المكرمة.
- رعاية القضاء في المملكة العربية السعودية.
- الحكر مفهومه وأحكامه.
- القضاء والإعلام.
- ضمان الاضرار الناتجة عن التقاضي.
- وظيفة القضاء في التعامل مع الإرهاب.